# Californische rivierkreeft
De Californische rivierkreeft (Pacifastacus leniusculus) is een Amerikaanse zoetwaterkreeft. Door de soort in de jaren zestig van de twintigste eeuw in het kader van commerciële kweekprogramma's over te brengen naar Europa, is deze wijdverspreid geraakt in Europese wateren.

## Uiterlijke kenmerken
De kreeft is te herkennen aan de witte vlek op de bovenzijde van het scharniergewricht van de grote scharen. Soms is de vlek ook turquoise of lichtblauw van kleur. De onderzijde van de scharen kleurt oranje tot felrood. De kleur van het schild is overwegend licht- tot donkerbruin. Mannetjes zijn iets groter dan vrouwtjes. Vorm en grootte van scharen kunnen bij deze soort erg variëren. Het schild is meestal glad en vertoont geen stekels of knobbels.

## Ondersoorten
Op basis van de morfologische kenmerken worden drie ondersoorten onderscheiden:
- Pacifastacus leniusculus leniusculus
- Pacifastacus leniusculus trowbridgii
- Pacifastacus leniusculus klamathensis

Ondanks het feit dat deze ondersoorten als autonome taxonomische eenheden erkend worden, bestaat discussie rond de appreciatie van deze indeling.

## Verspreiding
Van nature komt de kreeft voor van het zuidwesten van Canada tot Californië in het zuiden van de Verenigde Staten. Door diverse introductieprogramma's behoort hij tot een van de meest wijdverspreide uitheemse zoetwaterkreeften in de Europese wateren.

## Invasieve uitheemse soort
De Californische rivierkreeft werd vanaf 1959 voor commerciële doeleinden geïntroduceerd in Europa. Ze werd ook bewust uitgezet in de natuur om de achteruitgang van de Europese rivierkreeft te compenseren. Sindsdien is de Californische rivierkreeft een van de meest wijdverspreide invasieve zoetwaterkreeften in Europa. De verspreiding van deze soort verloopt gestaag, maar uiterst efficiënt. De soort gaat gemiddeld een tiental kilometers per jaar per stroomgebied vooruit. De Californische rivierkreeft is een invasieve soort, omdat ze de Europese zoetwaterkreeft verdrijft uit haar natuurlijke habitat. Dat komt omdat de Californische rivierkreeft drager is van de waterschimmel Aphanomyces astaci. Dit schimmelachtig organisme veroorzaakt bij zoetwaterkreeften de kreeftenpest. De Californische rivierkreeft zelf is immuun voor de ziekte, maar Europese rivierkreeft is niet bestand tegen de kreeftenpest.  Wanneer de Californische rivierkreeft de habitat van de Europese rivierkreeft binnendringt en drager is van de kreeftenpest, decimeert ze de populatie Europese rivierkreeften binnen afzienbare tijd.
Sinds 2016 staat deze soort op de lijst van invasieve exoten die zorgwekkend zijn voor de Europese Unie . Dit betekent onder andere dat levende exemplaren van deze soort niet langer in de Europese Unie mogen worden gehouden, ingevoerd, vervoerd, gecommercialiseerd, gekweekt, gebruikt, uitgewisseld noch vrijgelaten in de natuur.
In België is de soort wijdversprijd en overvloedig aanwezig ten zuiden van de vallei van Samber en Maas. Meer noordelijk zijn er ook reeds enkele gevestigde populaties.

## Levenswijze
Californische rivierkreeften voeden zich bij voorkeur met dierlijk voedsel. Via lipofuscinekwantificering werd aangetoond dat de Californische rivierkreeft tot twintig jaar oud kan worden. De kreeft kan zich na zijn eerste levensjaar voortplanten. De voortplanting vindt plaats in oktober. Een vrouwelijke kreeft draagt 200 tot 500 eitjes. Op het einde van de lente komen de eitjes uit. In vergelijking met de Europese rivierkreeft kan de Californische rivierkreeft beter tegen vervuild water en heeft ze, eenmaal uitgezet in Europese wateren, een grotere overlevingskans dan de Europese rivierkreeft. 